# 원데이 (음악 그룹)
원데이(One Day)는 대한민국의 10인조 밴드이다. 한국의 음악가 박진영이 시작하였다. 한 그룹으로 공연한 이후 이 그룹은 2개의 그룹 2AM과 2PM으로 분리되었다.

## 분리
이 밴드는 4인조 밴드 2AM과 6인조 힙합 그룹 2PM으로 분리되었다.
2AM
- 조권
- 이창민 (가수)
- 임슬옹
- 정진운

2PM
- Jun. K
- 닉쿤
- 옥택연
- 우영
- 준호
- 찬성 (가수)